# Raqqada
Raqqāda (in arabo ﺭﻗﺎﺩة‎?, cioè "La soporifera") fu una città dell'Ifriqiya - oggi non più esistente - che sorgeva nei pressi di Qayrawan.
Fu costituita nell'876 da Ibrāhīm II, settimo Emiro aghlabide, la dinastia militare ereditaria istituita per volere del Califfo abbaside Hārūn al-Rashīd per poter condurre con minori difficoltà logistiche sul posto la lotta contro la forte e ostile presenza dei kharigiti locali.
L'Emiro, grazie al Qaṣr al-Fatḥ (Il palazzo della vittoria) nel quale andò ad abitare, facendola sua reggia, la rese capitale dell'Emirato, abbandonando in tal modo la primitiva residenza di al-ʿAbbāsiyya.
L'area di Raqqāda si estendeva, secondo il geografo al-Bakrī, per circa 10 chilometri quadrati, circondata da mura di mattoni.
Quando gli Aghlabidi furono sconfitti dai Fatimidi, Ubayd Allah al-Mahdi s'insediò nel Qaṣr al-Ṣaḥn ("Il palazzo della corte") fino al 920, quando si trasferì nella sua nuova capitale, appositamente costruita per lui, di al-Mahdiyya.
Questo evento condannò all'insignificanza Raqqāda e nel 953 il colpo mortale le fu inflitto dal quarto Imam fatimide, al-Muʿizz, che ordinò fosse rasa al suolo.